# Rok Elsner
Rok Elsner (ur. 25 stycznia 1986 w Lublanie) – słoweński piłkarz występujący na pozycji obrońcy lub pomocnika.

## Kariera klubowa
Elsner zaczął karierę w młodzieżowych zespołach francuskiego OGC Nice. Nigdy jednak nie zadebiutował w barwach pierwszej drużyny i grał jedynie w rezerwach. W 2004 roku wyjechał do Niemiec, do SV Wehen Wiesbaden, gdzie występował przez rok. W 2006 roku trafił do ojczyzny i podpisał kontrakt z NK Interblock, w którym grał przez następne trzy lata. Sezon 2009/10 spędził w kuwejckim Al-Arabi SC. Po zakończeniu rozgrywek opuścił klub.
23 lipca 2010 oficjalna strona Wisły Kraków podała, że Słoweniec będzie testowany przez polski zespół i wystąpi w meczu sparingowym z KSZO Ostrowiec Świętokrzyski. 31 lipca Wisła poinformowała, iż testy Elsnera zostały zakończone i nie wzmocni on drużyny. Od grudnia 2010 roku był zawodnikiem Śląska Wrocław. Pierwszą bramkę strzelił w przegranym 1:3 spotkaniu z Górnikiem Zabrze. W sezonie 2010/11 wywalczył ze Śląskiem wicemistrzostwo Polski, a rok później został mistrzem kraju. Na koncie ma także zdobyty Superpuchar Polski.
Po wygaśnięciu umowy w czerwcu 2013 r. przeszedł do Aris FC. Kolejnymi klubami Elsnera były norweski FK Haugesund i niemiecki Energie Cottbus. Na początku marca 2015 roku Słoweniec związał się kontraktem z I-ligową Olimpią Grudziądz. Umowa obowiązywała do końca sezonu 2014/15 lecz nie została przedłużona, dlatego 6 stycznia 2016 zawodnik podpisał nowy dziesięciomiesięczny kontrakt z chińskim zespołem Hunan Billows (Xiangtao).

## Kariera reprezentacyjna
Elsner reprezentował swój kraj w kadrach narodowych U-17, U-19, U-20 i U-21. W tej ostatniej reprezentacji rozegrał 13 meczów.

## Życie prywatne
Dziadek Elsnera - Branko, był piłkarzem i trenerem. Jego ojciec, Marko, także był piłkarzem i w 1984 roku wraz z reprezentacją Jugosławii zdobył brązowy medal letnich Igrzysk Olimpijskich. Jego starszy brat Luka również był piłkarzem, a obecnie jest trenerem.

## Sukcesy
NK Interblock
- Puchar Słowenii: 2007/08, 2008/09
- Superpuchar Słowenii: 2008

Śląsk Wrocław
- mistrzostwo Polski: 2011/12
- Superpuchar Polski: 2012

NK Domžale
- Puchar Słowenii: 2016/17